# تغذية عصبية للجلد
الإعصاب الجلدي أو التغذية العصبية للجلد يشير إلى منطقة من الجلد يتم امدادها بواسطة عصب محدد، وهذا يعني، من قبل الأعصاب الجلدية.
الشرائح الجلدية متشابهة، ولكن لفظ الشريحة الجلدية يحدد فقط المنطقة التي يخدمها العصب الشوكي. في بعض الحالات، تكون الشريحة الجلدية أقل تحديدا (عندما يكون العصب الشوكي مصدرا لأكثر من عصب الجلدي)، وفي حالات أخرى أكثر تحديدا (عندما يكون العصب الجلدي مشتقا من عدة اعصاب شوكية.)
تتفق النصوص الحديثة حول مناطق الجلد والأعصاب التي تخدمها، ولكن هناك اختلافات طفيفة في بعض التفاصيل. الحدود التي عينتها المخططات في طبعة 1918 من "تشريح غراي"، الواردة أدناه، مماثلة لكنها ليست مطابقة لتلك المتعارف عليها اليوم.

## أهمية الجهاز العصبي الطرفي
ينقسم الجهاز العصبي الطرفي إلى الجهاز العصبي الجسدي والجهاز العصبي اللاإرادي والجهاز العصبي المعوي. ومع ذلك، فإن الجهاز العصبي الجسدي المسئول عن حركة الجسم واستقبال المؤثرات الخارجية، هو الذي يساعد فهم كيفية الإعصاب الجلدي والذي يتحقق بفضل عمل الياف عصبية حسية محددة بالجلد، فضلا عن مسارات متميزة تصلها بالجهاز العصبي المركزي. الجلد، والذي هو جزء من منظومة الجهاز اللحافي للجسم، يلعب دورا هاما في الجهاز العصبي الجسدي لأنه يحتوي على مجموعة من النهايات العصبية التي تستجيب للحرارة والبرودة واللمس والضغط والاهتزاز، وإصابة الأنسجة.

## أهمية الجهاز العصبي المركزي
جهاز عصبي مركزي والجهاز العصبي المركزي يعمل مع الجهاز العصبي الطرفي في الإعصاب الجلدي. الجهاز العصبي المركزي هو المسؤول عن معالجة المعلومات التي يتلقاها من الأعصاب الجلدية التي تستشعر حافزا معين، ثم تحديد هذا النوع من المدخلات الحسية والتي تتجه إلى منطقة محددة من القشرة الأولية الجسدية الحسية للمخ.

## دور النهايات العصبية على سطح الجلد
تصنف مجموعات النهايات العصبية بمختلف طبقات الجلد اعتمادا على ما إذا كان الجلد مشعر أو غير مشعر أو غشاء مخاطي مكشوف.

### الجلد المشعر
المناطق الجلدية المشعرة من الجسم مثل الذراع أو الساق تحتوي على مجموعتين من النهايات العصبية: تلك التي تنتهي مع بصيلات الشعر، وكذلك مع تفرعات المحاور العصبية غير المغلفة بمادة الميلين والتي يشار إليها بأنها نهايات عصبية «حرة» حيث يتم امدادهم بمحاور عصبية مغلفة وغير مغلفة بمادة الميلين.

### الجلد غير المشعر
الجلد غير المشعر، مثل راحة اليدين وباطن القدمين، يحتوي على ثلاثة أنواع من النهايات العصبية. 
أول نوع هو «كريات ميسنر» ووهي نهايات عصبية مغلفة وتتصل بالبشرة في الحليمات الجلدية وتستشعر تغيرات ملمس النسيج والاهتزازت. 
النوع الثاني هو «أقراص ميركل» وهي تفرعات من المحاور العصبية غير المغلفة بمادة الميلين والتي تنتهي عند خلايا اللمس المتخصصة وتستشعر اللمس والضغط. 
وأخيرا، هناك أيضا النهايات العصبية«الحرة» والتي تشبه في بنائها تلك الموجودة في الجلد المشعر، ولكنها أكثر عددا.

### الأغشية المخاطية المعرضة
إن الأغشية المخاطية المكشوفة مثل الشفاه، والغشاء المخاطي للشرج والأعضاء التناسلية الخارجية، تشكل أكثر أماكن الجسم إعصابا (أي الأكثر تغذية بالأعصاب). رغم عدم وجود تصنيف محدد، فإن كلا من النهايات العصبية «الحرة» والنهايات العصبية «غير المغلفة» المتفرعة من المحاور العصبية المغطاة بمادة الميلين متواجدة داخل الأدمة من تلك المناطق. 
القرنية، والتي تعد من الأغشية المخاطية المكشوفة، تحتوي على نهايات عصبية «حرة» تخدمها محاور عصبية غير مغطاة بمادة الميلين.
الملتحمة تحتوي على نهايات عصبية «حرة» تخدمها محاور عصبية مغطاة وغير مغطاة بمادة الميلين بكثافة توزيع اقل.

## توزيع الخلايا العصبية الحسية
ان توزيع الخلايا العصبية الحسية في الجلد هو المتسبب في وجود مساحات حسية واسعة ومتداخلة من الجلد. حجم المساحات الحسية بدوره يفسر كيف ان تقريبا أي حافز يتعرض له جلد الإنسان له القدرة على تنشيط عدد كبير جدا من النهايات العصبية. ولذلك فمن المرجح أن يستشعر حافزا ناجما عن وخز إبرة من قبل أكثر من مائة نهاية عصبية تتقاسم كلها نفس المساحات الحسية، عن ان تستشعر وخزة الإبرة نفسها من قبل نهاية عصبية واحدة. 

## أنواع الخلايا العصبية الحسية
ان أنواع المؤثرات الحسية التي تلتقط بواسطة الخلايا العصبية الحسية تنقسم إلى مجموعتين: مؤثرات حسية ثانوية«رقيقة» ومؤثرات حسية بدائية.
الخلايا العصبية الخاصة بالمؤثرات الثانوية تستشعر اللمس الرقيق مثل المداعبات، والاهتزازات الخفيفة، والقدرة على التعرف على شيء محتجز باليد. والتمييز بين نقطتين. والمباعدة بين نقطتين ملموسين في نفس الوقت.
الخلايا العصبية الخاصة بالمؤثرات الحسية الأولية مسئولة عن استشعار الالم، والحكة «الهرش»، والدغدغة، والحرارة. 
ان المؤثرات الحسية المختلفة المستقبلة بواسطة مستقبلات معينة تسمح بالخصوصية النسبية بين المؤثرات والمستقبلات.

## مسارات الجهاز العصبي المركزي
ان الطريقة الحسية التي يتم الكشف عنها بواسطة الألياف العصبية الموردة (نحو الجهاز العصبي المركزي) تمثل عاملا هاما يؤخذ في الاعتبار لأنه يحدد المسار الذي ستتخذه الخلايا العصبية بالعقدة العصبية للجذر الظهري داخل الجهاز العصبي المركزي. الخلايا العصبية الحسية القادمة من الجسم تتشابك عصبيا داخل القرن الظهري للنخاع العصبي حاملة معلومات عن أحاسيس اللمس (مؤثرات ثانوية أو رقيقة) أو أحاسيس الألم (مؤثرات أولية أو بدائية). في حين أن كلا النوعين من الخلايا العصبية الحسية يجب أن تتشابك عصبيا في القرن الظهري للنخاع الشوكي في البداية، الا انها تختلف في موضع التشابك العصبي داخل القرن الظهري. ويختلف ابضا مسارهم لمنطقة المهاد. 
الخلايا العصبية التي تحمل المعلومات حول اللمس، والاهتزاز، وأحاسيس حركة الجسم تتشابك عصبيا في القرن الظهري عند مستوى الحزمة الرقيقة (gracile fascicle) اسفل مستوى الفقرة الصدرية السادسة (T6) وعند مستوى الحزمة المخروطية (cuneate fascicle) أعلى وعند مستوى الفقرة الظهرية السادسة (T6). تشكل هاتان الحزمتان معا العمود الظهري في النخاع الشوكي.
الخلايا العصبية التي تحمل معلومات حول الألم والحرارة تتشابك عصبيا في القرن الظهري عند الحزم الأمامية الجانبية.
في حين ان الخلايا العصبية المسئولة عن الإحساس باللمس تصعد على نفس الجانب من النخاع الشوكي من خلال مسار (العمود الظهري- الشريط الانسي)(dorsal column-medial lemniscal system)إلى المهاد، تصعد الخلايا العصبية المسئولة عن الإحساس بالالم والحرارة على الجانب المعاكس من النخاع الشوكي ال المهاد عن طريق امسار الامامي الجانبي (anterolateral system). 
عندما يصل كلا المساران الحسيان إلى مركز الدمج الا وهو المهاد، فانهما يصعدان أخيرا إلى التلفيف ما بعد المركزي (postcentral gyrus) من القشرة المخية.

## وصلات خارجية
- نظرة عامة على luc.edu
- نظرة عامة على neuroguide.com